# Liga Nacional de Nueva Zelanda 1984
La Liga Nacional de Nueva Zelanda 1984 fue la decimoquinta edición de la antigua primera división del país. El Gisborne City ganó el trofeo por primera y única vez en su historia.

## Ascensos y descensos
| Pos | de la Liga Nacional |
| --- | ------------------- |
| 12º | Dunedin Technical   |

| Pos | de la promoción     |
| --- | ------------------- |
| 1º  | Auckland University |

## Equipos participantes
| Equipo                      | Ciudad       | Liga            |
| --------------------------- | ------------ | --------------- |
| University-Mount Wellington | Auckland     | Northern League |
| Manurewa                    | Auckland     | Northern League |
| Papatoetoe                  | Auckland     | Northern League |
| Auckland University         | Auckland     | Northern League |
| North Shore United          | North Shore  | Northern League |
| Gisborne City               | Gisborne     | Central League  |
| Napier City Rovers          | Napier       | Central League  |
| Nelson United               | Nelson       | Central League  |
| Miramar Rangers             | Wellington   | Central League  |
| Wellington Diamond United   | Wellington   | Central League  |
| Christchurch United         | Christchurch | Southern League |
| Dunedin City                | Dunedin      | Southern League |

## Clasificación
| Pos | Equipo                      | PJ | G  | E | P  | GF | GC | Dif | Pts |
| --- | --------------------------- | -- | -- | - | -- | -- | -- | --- | --- |
| 1   | Gisborne City               | 22 | 15 | 6 | 1  | 59 | 16 | 43  | 51  |
| 2   | Papatoetoe                  | 22 | 10 | 7 | 5  | 35 | 26 | 9   | 37  |
| 3   | Christchurch United         | 22 | 10 | 5 | 7  | 37 | 32 | 5   | 35  |
| 4   | Manurewa                    | 22 | 9  | 6 | 7  | 40 | 42 | -2  | 33  |
| 5   | Miramar Rangers             | 22 | 8  | 7 | 7  | 40 | 46 | -6  | 31  |
| 6   | Wellington Diamond United   | 22 | 7  | 9 | 6  | 32 | 26 | 6   | 30  |
| 7   | Dunedin City                | 22 | 8  | 4 | 10 | 34 | 40 | -6  | 28  |
| 8   | Napier City Rovers          | 22 | 7  | 5 | 10 | 38 | 53 | -15 | 26  |
| 9   | North Shore United          | 22 | 7  | 4 | 11 | 38 | 53 | -15 | 25  |
| 10  | University-Mount Wellington | 22 | 5  | 9 | 8  | 28 | 36 | -8  | 24  |
| 11  | Nelson United               | 22 | 5  | 6 | 11 | 25 | 42 | -27 | 21  |
| 12  | Auckland University         | 22 | 5  | 4 | 13 | 31 | 36 | -5  | 19  |

J: partidos jugados; G: partidos ganados; E: partidos empatados; P: partidos perdidos; GF: goles a favor;
 GC: goles en contra; DG: diferencia de goles; Pts: puntos
|  | Promoción por un lugar en la próxima temporada |

| Bandera de Nueva Zelanda        |
| Campeón Gisborne City 1º título |